# NGC 1094
NGC 1094 (również PGC 10559 lub UGC 2262) – galaktyka spiralna z poprzeczką (SBab), znajdująca się w gwiazdozbiorze Wieloryba. Odkrył ją William Herschel 7 listopada 1785 roku.